# (74424) 1999 BN
1999 بي أن (ويعرف أيضًا باسم (74424) 1999 بي أن وفق تسمية الكوكب الصغير) (بالإنجليزية: 1999 BN)‏ هو كويكب ضمن حزام الكويكبات؛ وترتيبه 74424 من حيث الاكتشاف.
اكتُشف هذا الجُرم الفلكي بواسطة Peter Kolény ‏ في 17 يناير 1999.

## وصلات خارجية
- (74424) 1999 BN في قاعدة بيانات مختبر الدفع النفاث لأجرام النظام الشمسي الصغيرة

- الاكتشاف · مخطط المدار ·  العناصر المدارية · المعلمات المادية

- (74424) 1999 BN على موقع ويكي سكاي: DSS2, SDSS, GALEX, IRAS, Hydrogen α, X-Ray, Astrophoto, Sky Map, Articles and images